# Cataratas las Tres Hermanas
Die Cataratas las Tres Hermanas („Drei-Schwestern-Wasserfälle“) sind ein dreistufiger Wasserfall in Peru. Sie liegen im Nationalpark Otishi und sind mit einer Fallhöhe von 914 m die dritthöchsten Wasserfälle der Welt.  Sie beginnen in einer Höhe von 1860 m und enden auf 945 m. Sie stürzen sich in einen tiefen, gewundenen Canyon, dessen hohe Felsklippen eine große Biodiversität aufweisen. Sie befinden sich links des Río Cutivireni. Die letzte der drei Fallstufen führt zwar in dessen Richtung, erreicht den Fluss aber nicht, da sich das Wasser in noch unerforschten unterirdischen Abflüssen verliert. Die Anreise zum Nationalpark ist nur mit einem Kleinflugzeug möglich.
In 15 km Entfernung auf dem Fluss befindet sich der Catarata de Parijaro (267 m).